# Charlie Sheen’s Stunts Spectacular
Charlie Sheen’s Stunts Spectacular es una película estadounidense de documental y biografía de 1994, dirigida por BJ Davis, que a su vez la escribió junto a Julie Rice Davis, en la fotografía estuvo Michael Shea y los protagonistas son Charlie Sheen, Michael Caine y BJ Davis, entre otros. El filme fue realizado por BJ Davis Productions, Fleur De Lis Film Studios y Stunts Spectacular, se estrenó el 30 de junio de 1994.

## Sinopsis
Se da a conocer detalladamente lo que pasa tras las cámaras en cada una de las áreas del rodaje de un filme Hollywoodense.